# Тесаков, Ким Дмитриевич
Ким Дмитриевич Тесаков (бел. Кім Дзмітрыевіч Цесакоў; 20 февраля 1936, Червень, Минская область — 19 декабря 2018) — советский и белорусский композитор, заслуженный деятель искусств Республики Беларусь (1998).

## Биография
Окончил Гомельское музыкальное училище. В 1965 окончил Новосибирскую консерваторию (класс композиции Г. Н. Иванова). В 1966—1968 гг. преподавал в Белорусской консерватории и Музыкальном училище в Минске. В 1969—1971 гг. — заведующий редакцией музыкальной литературы издательства «Беларусь». С 1972 г. — преподаватель средней специальной музыкальной школы при Белорусской консерватории.
Член Союза композиторов СССР с 1967 г.

### Семья
Отец — Дмитрий Семёнович Тесаков (ум. 12 июня 1946).
Мать — Ада Казимировна Яршевская.

## Творчество
Музыке К. Тесакова свойственны масштабность образно-драматургического обобщения, опора на народно-песенные традиции, философская глубина. Известен как разработчик оригинального жанра радиооперы.

### Избранные сочинения
- Радиооперы:
  - Багряная заря (по мотивам романов И. Мележа «Люди на болоте» и «Дыхание грозы», 1978)
  - Полынь — трава горькая (по мотивам повести А. Осипенко «Жито», 1987)

Для солистов, хора и симфонического оркестра:
- оратории:
  - Мы — белорусы (сл. Я. Купалы, П. Панченки, М. Танка, 1968)
  - Хатынь (сл. Ф. Жички, 1974)
  - Ленин думает про Белорусь (сл. Г. Буравкина, 1984)
- кантаты:
  - Путь к звёздам (сл. Л. Пановой, П. Дариенко и Л. Васильевой, 1963)
  - Всегда с Лениным (сл. И. Волобуевой, 1969)

Для симфонического оркестра:
- симфонии: I (1966, 2-я ред. 1974), II Памяти Веры Хоружей (1967, 2-я ред. 1970)
- картина «Тарас на Парнасе» (1967)
- Белорусская увертюра (1968)
- пионерская сюита «Зарница» (1973)

Для цимбал и оркестра:
- концерты: I (1974, вариант с оркестром белорусских народных инструментов), II (1986)
- струнные квартеты: I (1967), II (1972), III (1973), IV (1976), V (1979), VI (1980), VII (1982)

Для скрипки, альта и виолончели:
- Трио (1961)

Для скрипки, виолончели и фортепиано:
- Юношеское трио (1983)

Для скрипки и фортепиано:
- Соната-поэма (1963)

Для скрипки:
- Альбом юного скрипача (сборник, 1976)

Для виолончели и фортепиано:
- Акварели (1976)
- Урок музыки (1985)

Для кларнета и фортепиано:
- Соната-поэма (1983)

Для гобоя и фортепиано:
- Соната-поэма (1983)

Для гобоя:
- Концерт (1965)

Для флейты и фортепиано:
- К духовному : Сюита (2008)

Для контрабаса и фортепиано:
- Партизанские фрески (1980)

Для трубы и фортепиано:
- Соната-поэма (1983)
- Пять пьес (in В; концертно-педагогический репертуар для музыкальных училищ и консерваторий, 2006)

Для цимбал и фортепиано:
- Драматическая пьеса, Рябиночка (1972)
- Лирический экспромт (1974)
- Адажио и Престо (1977)
- Праздничная фантазия (1978)

Для духовых инструментов и фортепиано:
- Дударик (1980)

Для деревянных духовых инструментов и фортепиано:
- Поющий рожок (1982)

Для альт-саксофона и фортепиано:
- две пьесы (2009)

Для оркестра белорусских народных инструментов:
- Минская сюита (1968, переложение для симфонического оркестра 1972)
- Драма-сюита (1971)
- увертюра-фантазия «Белорусские вечерки» (1975)
- Симфониетта (1980)

Для фортепиано:
- циклы «Белорусские сувениры» (1974)
- четыре пьесы (в 4 руки; 2009)
- Песні дажынак : Сюита (10 пьес в 4 руки, 2010)

Для смешанного хора без сопровождения — циклы:
- Мужество сердца (сл. Л. Ошанина, 1966)
- Триптих (сл. A. Ставера и В. Лукши, 1970)
- Из белорусской народной поэзии (сл. народные, 1971)

Для детского хора:
- Смешные песенки (сл. К. Чуковского, 1973)
- Смешинки : Сюита a cappella (сл. К. Чуковского, 2007)

Для голоса и фортепиано:
- циклы:
  - романсы на сл. Г. Вяткина (1960)
  - Земля моя (сл. М. Танка, 1966)
- песни
  - Дай руку, брат (сл. Г. Яковлева, 1962)
  - Всем на планете (сл. С. Кирсанова, 1966)
  - Товарищ Теодоракис (сл. М. Ясеня, 1967)
  - Свитязанка (сл. И. Скурко, 1968)
  - Рута-мята (сл. С. Гаврусова, 1968)
  - На площади Победы тишина (сл. Б. Ганкина, 1968)
  - Край мой белорусский (сл. Н. Гилевича, 1968)
  - Внуки Миная (сл. М. Ясеня, 1968)
  - Комсомольские костры (сл. И. Скурко, 1968)
  - С именем Ильича (сл. М. Танка, 1969)
  - Принеманский край (сл. В. Шимука, 1970)
  - Моя Белорусь (сл. В. Лукши, 1970)
  - Брестский монумент (сл. А. Деружинского, 1971)
  - Мы считаем своим, комсомольским (сл. Б. Брусникова, 1971)
  - Песня о верных ленинцах (сл. Л. Ошанина, 1974)
  - Два поля (сл. А. Вертинского, 1975)
  - Ты моя единственная (сл. В. Шимука, 1983)
  - Фронтовые подруги (сл. В. Шимука, 1984)
  - Ветераны (сл. М. Матусовского, 1985)
  - Пламя белых подснежников (сл. И. Акшевского, 1985)
  - Чаровница (сл. Ф. Гуриновича, 1986)
  - обработка белорусской народной песни «Реченька» (1965)

Музыка к драматическим спектаклям:
- «Золотой конь» Я. Райниса (1972)
- «Дед и журавль» B. Вольского (1973)
- «Спасибо, большое спасибо» А. Вертинского (1974)
- «Скажи своё имя, солдат» А. Вертинского (1975)
- «До третьих петухов» В. Шукшина (1976)
- «Огниво» Е. Сперанского по сказке Г. Андерсена (1976)
- «Золушка» по сказке Ш. Перро (1978)

Музыка к кинофильмам, в том числе:
- «Демьянова уха» (1972)
- «Родная земля» (1972)[1].

## Награды
- Медаль Франциска Скорины (2006)
- Заслуженный деятель искусств Беларуси (1998)[1]
- Республиканская премия им. В. Витки
- почётный гражданин г. Червеня.
- лауреат Всесоюзных конкурсов